# Angeac-Charente
Angeac-Charente é uma comuna francesa na região administrativa da Nova Aquitânia, no departamento de Charente. Estende-se por uma área de 10,81 km². Em 2010 a comuna tinha 332 habitantes (densidade: 30,7 hab./km²).